# Штампарија социјалистичке странке у Шиду
Штампарија социјалистичке странке у Шиду налази се у улици Саве Шумановића 118 и под заштитом је Завода за заштиту споменика културе Сремска Митровица.

## О споменику културе
Штампарију није било могуће да оснује појединац него се то чинило под покровитељством странке, а у овом случају то је била акционарска задруга земљорадника овог места. Много задружних деоница је било са малим уделима, али довољно је било новца да штампарија почне са радом, да се обезбеде све потребштине. Ђока Пиваревић је поклонио земљиште за ову прилику. Први број листа “Права народа” штампан је 1909. године и то једном недељно, последњим радним даном у недељи, наизменично ћирилицом и латиницом у пар хиљада примерака и дељен је сељацима Срема, Славоније и Хрватске. Поред самих новина новина штампан је, разуме се, и пропагандни материјал странке, књиге познатих социјалистичких аутора, како наших тако и страних. Од домаћих писаца ту су књиге Светозара Марковића, Душана Поповића, Димитрија Туцовића, Филипа Филиповића, Витомира Кораћа и Трише Кацлеровића. Од страних аутора штампани су преводи Адлера, Кауцког, Сомбарта, немачких Берштајна и Бебела, француских Прудона и Сен Симона, али и Маркса и Енгелса. Ова штампарија је била изузетно цењена и у радничким круговима. 
Пропашћу Југославије 1941. усташе преузимају штампарију и за током тог ратног периода штампарија је делала у видно смањеном обиму, односно махом обрасце за потребе усташке власти.